# Enicospilus signativentris
Enicospilus signativentris är en stekelart som först beskrevs av Tosquinet 1903.  Enicospilus signativentris ingår i släktet Enicospilus och familjen brokparasitsteklar. Inga underarter finns listade i Catalogue of Life.